# (9533) Aleksejleonov
(9533) Aleksejleonov ist ein Asteroid des Hauptgürtels, der am 28. September 1981 von der ukrainisch-sowjetischen Astronomin Ljudmyla Schurawlowa am Krim-Observatorium in Nautschnyj (IAU-Code 095) entdeckt wurde.
Der Himmelskörper wurde am 5. Juli 2001 nach dem russischen Kosmonauten Alexei Archipowitsch Leonow (1934–2019) benannt, der als erster Mensch sein Raumschiff verließ und lediglich mit einer Leine gesichert im Weltraum schwebte.
Der Asteroid gehört zur Astraea-Familie, einer Gruppe von Asteroiden, die nach (5) Astraea benannt ist.